# Sam Snyders
Sam Snyders, auch Sammy Snyders (* in Toronto, Kanada) ist ein kanadischer Kinderdarsteller und Tanzlehrer.

## Leben und Werk
Snyders spielte als Kind in verschiedenen kanadischen Fernsehproduktionen mit, so zum Beispiel in Tomorrow never comes oder King of Kenigston. Internationale Bekanntheit erlangte er durch die Fernsehserie Die Abenteuer von Tom Sawyer und Huckleberry Finn, einer deutsch-kanadischen Co-Produktion, die das literarische Werk von Mark Twain 1979 neu verfilmte. Snyders spielte dabei die Hauptrolle des Thomas Sawyer. Später erhielt er eine Rolle in dem 1981 entstandenen Horror-Film Die Grube des Grauens, in dem er einen autistischen Jungen darstellte.
Nach der Schule wurde er Tänzer und arbeitet heute als Tanzlehrer in Toronto. Er führt dort eine eigene Tanzschule.